# Nagy Fruzsina Lilla
Nem összetévesztendő Nagy Fruzsina színésznővel, balett-táncossal.
Nagy Fruzsina Lilla (Nyíregyháza, 1995. május 19. –) magyar színésznő.

## Életpályája
Szülővárosában, a Kölcsey Ferenc Gimnázium angol szakán érettségizett 2014-ben. Színi tanulmányait 2014 és 2017 között a Pesti Magyar Színiakadémián folytatta. Osztályvezető tanára Gémes Antos volt. 2017 és 2021 között az egri Gárdonyi Géza Színház tagja, játszik a Spirit Színházban is.Rendezéssel is foglalkozik.

## Fontosabb színházi szerepei
- William Shakespeare: Macbeth... több szerep
- Todd Strasser: A  hullám... Kendra
- Eugène Ionesco: Különóra... Tanítvány
- Agatha Christie: Egérfogó... Miss Casewell
- Adam Logan: Ördögi kör... Donna Potter
- Móricz Zsigmond: Rokonok... lány
- László Miklós: Illatszertár... Molnár kisasszony
- Örkény István: Tóték... Ágika
- Örkény István: Kulcskeresők... Katinka, Fórisék lánya
- Mészöly Gábor: Hoppárézimi... Konduktor
- Jékely Zoltán – Kocsár Miklós: Mátyás király juhásza... Kunigunda
- Békeffi István – Szenes Iván: A régi nyár... Lulu, a revüszínház görlje
- Hedry Mária – Juhász Róza: Tündér Míra... Folyó
- Blaskó-Saárossy Zsófia – Nagy Zoltán: A csodatükör... Sárga udvarhölgy
- Déry Tibor – Pós Sándor – Presser Gábor – Adamis Anna: Képzelt riport egy amerikai popfesztiválról... Marianne
- Montmartre-i ibolya... Jeanette
- Szamuil Marsak: Tizenkét hónap... Darya
- Grimm fivérek – Szőke Andrea: Rigócsőr királyfi... Konfetti baronesz
- Csukás István – Bergendy István: Süsü. a sárkány... Kancsóné

## Filmek, tv
- Örkény István: Tóték (színházi előadás tv-felvétele)

## Rendezéseiből
- Ma költözünk
- Magyar virtus